# Fernando Carpi

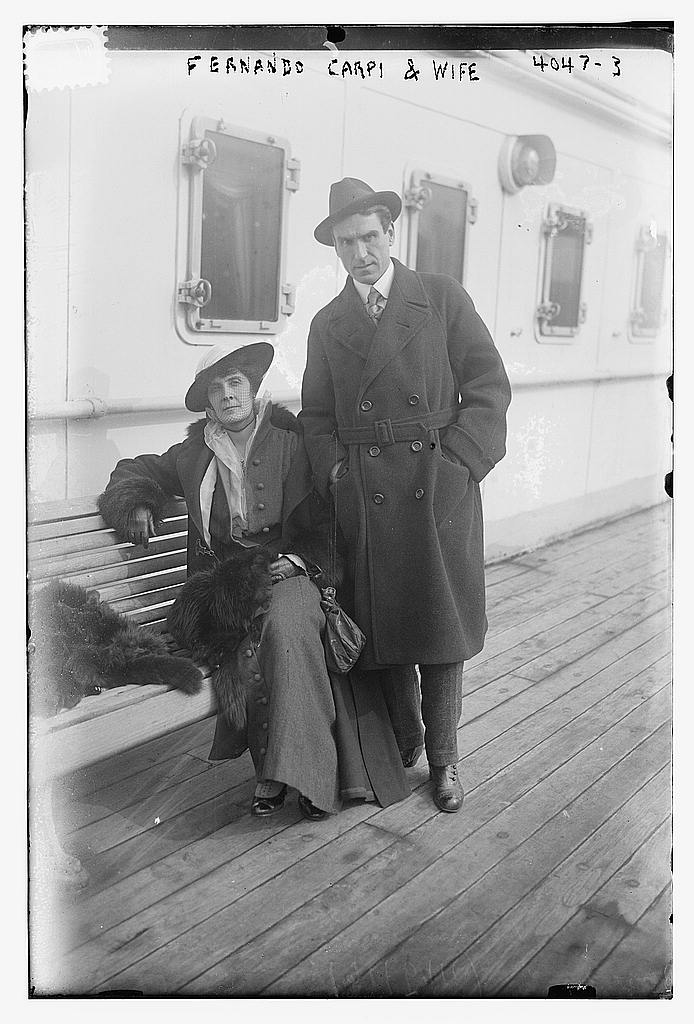
Fernando Carpi and wife in 1916

Fernando Carpi (Firenze, 1876 – Ginevra, 3 agosto 1959) è stato un tenore italiano.

## Biografia
Debuttò a Lecce nel 1898. Dotato di voce leggera ma squillante, affetta dal tipico vibrato stretto dei cantanti dell'epoca, ebbe subito una serie di scritture presso alcuni teatri italiani di provincia, tra cui Lodi.
Dopo pochi anni, nel 1905 era nel cast di Zazà di Ruggero Leoncavallo presso il Teatro de le Novedades di Barcellona (replicata anche ad Algeri e al Paleis Voor Volksvlijt di Amsterdam) e nel giugno dello stesso anno interpretò Ernesto nel Don Pasquale al Teatro di Liegi. Nel 1907 apparve ne I maestri cantori di Norimberga di Richard Wagner al Teatro Costanzi di Roma (nel ruolo di Walther von Stolzing), mentre nel 1908 era già al Covent Garden di Londra come protagonista del Faust di Charles Gounod, insieme a Pauline Donalda e Marcel Journet. Nel 1909 e nel 1910 cantò al Teatro Nacional de São Carlos di Lisbona.
Dopo aver cantato anche in Russia per due anni, tornò in Italia nel 1910, dove interpretò, ancora al Teatro Costanzi, tra gli altri, il Don Pasquale, a fianco di Giuseppe Kaschmann, Giuseppe De Luca e Rosina Storchio. Nel marzo del 1911 cantò il ruolo di Enzo ne La Gioconda di Amilcare Ponchielli alla Sala Garnier del Théâtre du Casino di Montecarlo, con Titta Ruffo. Nel 1913, presso il Teatro Regio di Torino, fu Elvino ne La sonnambula di Vincenzo Bellini, con Rosina Storchio, direttore Ettore Panizza, opera che interpretò frequentemente nella carriera.
Nel maggio del 1914, presso il Teatro Regio di Parma, fu il Conte di Almaviva ne Il barbiere di Siviglia di Gioachino Rossini, con Riccardo Stracciari, Graziella Pareto e Mansueto Gaudio (Don Bartolo). Nello stesso anno interpretò Alfredo ne La traviata di Giuseppe Verdi al Teatro Comunale di Trieste, ancora con Rosina Storchio, diretta da Gabriele Santini, ed Ernesto nel Don Pasquale presso il teatro Neopera di Budapest, con Ester Borelli.
Nel febbraio del 1916 cantò presso il Théâtre de l'Opéra di Parigi di nuovo nel Don Pasquale, con Guglielmo Niola, Giuseppe Danise,  ed Elvira de Hidalgo. 
Il 5 giugno del 1916 fece parte, presso il Teatro Verdi di Pisa, di un'altra prestigiosa compagnia, sempre come Conte di Almaviva, ruolo che gli fu particolarmente congeniale; formavano il cast Carlo Galeffi, Fanny Anitúa, Giuseppe Kaschmann (Don Bartolo) e Nazzareno De Angelis (Don Basilio). Ancora nel Barbiere di Siviglia cantò al Teatro alla Scala di Milano, con Titta Ruffo, Elvira de Hidalgo e Nazzareno De Angelis.
Sempre nel 1916, approdò al prestigioso teatro Metropolitan di New York, debuttando nel ruolo di Alfredo nella Traviata ed apparendo l'anno successivo nel ruolo di Tonio de La fille du régiment di Donizetti, con il soprano Frieda Hempel e il baritono Antonio Scotti. Nello stesso anno prese parte a quattro importanti galà-concerto presso il Met, con, tra gli altri, il soprano Claudia Muzio e il basso José Mardones. Nel 1918, ancora al Met, affrontò il ruolo di Rodolfo ne La bohème di Giacomo Puccini con Frances Alda e a Boston, sempre con i complessi del Met, quello di Pinkerton nella Madama Butterfly con Geraldine Farrar. In quegli anni ebbe modo di cantare anche in Venezuela e in una tournée in Sud America nel Barbiere di Siviglia di Rossini, con i celebri Amelita Galli Curci e Riccardo Stracciari.
In età matura fu un importante maestro di canto: a Praga furono sue allieve i famosi soprani Zinka Milanov e Suzanne Danco, Gwyneth Jones, nonché il baritono Rudolf Jedlicka, e presso il conservatorio di Ginevra (dove fu  titolare della cattedra di canto) il tenore Ernst Haefliger. In seguito tornò in Italia per insegnare al conservatorio di Genova (avrà tra i suoi allievi il tenore Éric Tappy) e poi a Milano, dove continuò l'attività privatamente e dal 1954 fu il primo maestro di Alfredo Kraus.

## Registrazioni note (fonotipie)
- Arie
  - Arrigo Boito - Mefistofele - "Giunto sul passo estremo"
  - Gaetano Donizetti - L'elisir d'amore - "Una furtiva lagrima"
  - Donizetti - Lucia di Lammermoor - "Fra poco a me ricovero" - fonotipia n. 69181 - 1915 circa
  - Donizetti - La favorita - "Una vergine, un angiol di Dio"
  - Umberto Giordano - Fedora - "Amor ti vieta"
  - Ruggero Leoncavallo - Zazà - "O..."
  - Leoncavallo - Zazà - "Mai più Zazà" - fonotipia n. 69122 - 1915 circa
  - Filippo Marchetti - Ruy Blas - "O madre mia, nell'intimo"
  - Jules Massenet - Manon - "Chiudo gli occhi" - fonotipia n. 69165
  - Gioachino Rossini - Il barbiere di Siviglia - "Se il mio nome" - 1903
  - Ambroise Thomas - Mignon - "Ah non credevi tu"
  - Thomas - Mignon - "La tua bell'alma" - fonotipia n. 69166
  - Thomas - Mignon - "Addio Mignon, fa' core"
- Duetti
  - Giuseppe Verdi - Otello - "Già nella notte densa" (con Ester Borelli) (3 cilindri)
  - Rossini - Il barbiere di Siviglia - "All'idea di quel metallo" (con Riccardo Stracciari) (1914)

I brani de Il barbiere di Siviglia sono stati restaurati e nuovamente incisi nel 1998 su CD e inclusi nell'album Rare Italian Tenors (1905-1924), edito da Minerva.